# کالبه (زاله)
شهر کالبه در ایالت زاکسن-آنهالت در کشور آلمان واقع شده است.